# Pomiary, Automatyka, Kontrola
Pomiary, Automatyka, Kontrola – ogólnopolski miesięcznik naukowo-techniczny wydawany w latach 1955–2019 przez SIMP.
Tematyka miesięcznika PAK obejmowała głównie problematykę związaną z metrologią, techniką cyfrową i analogową, automatyką, robotyką i informatyką. Publikowane były artykuły naukowe pisane przez specjalistów z branży miernictwa i elektroniki – reprezentujących różne uczelnie techniczne z kraju i różne obszary pomiarów. Publikowane były także artykuły informacyjno-techniczne, w których firmy zajmujące się produkcją lub sprzedażą sprzętu związanego z profilem miesięcznika prezentowały swoją ofertę.
Rozwiązania techniczne były opisywane zarówno od strony teoretycznych podstaw ich działania, jak i aplikacji.